# Jean Sauvage (pilote)
Pour les articles homonymes, voir Jean Sauvage et Sauvage.
Jean Sauvage (8 avril 1917 à Fontenay-sous-Bois - 20 août 2014 à Metz-Tessy) était un pilote français.

## Biographie
Jean Sauvage était l'un des pilotes du Normandie-Niemen,,, dont il était le doyen des survivants français à sa mort.